# 索洛科區

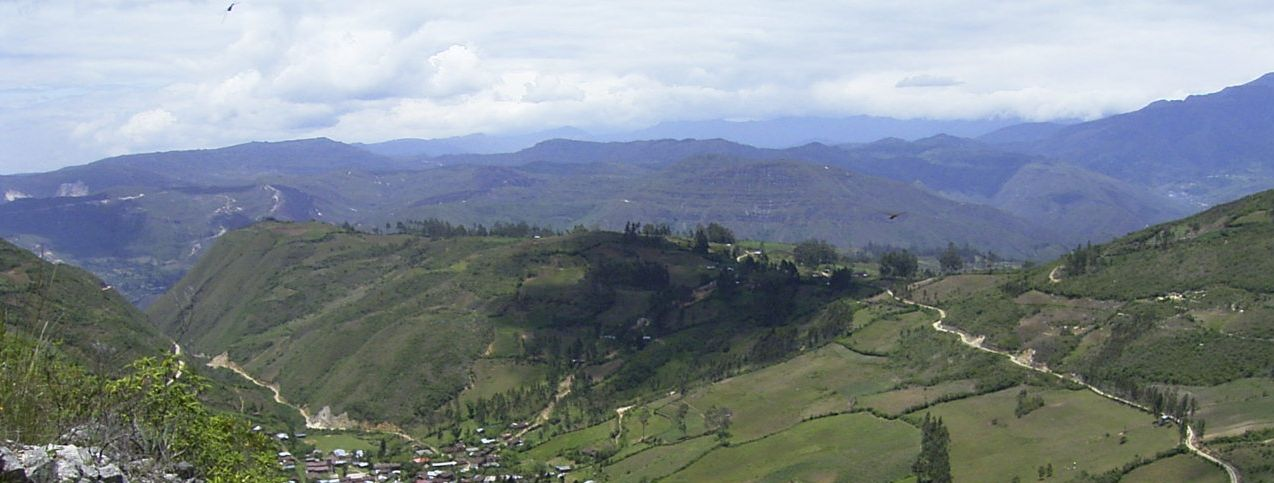

6°16′01″S 77°43′01″W / 6.26694°S 77.71694°W
索洛科區（西班牙語：Distrito de Soloco），是秘魯的一個區，位於該國北部亞馬遜大區的查查波亞斯省，始建於1861年2月5日，面積84.5平方公里，海拔高度2,660米，2005年人口1,613，人口密度每平方公里19人。